# Joan Duval
Joan Bellavista Xicart (Barcelona, 28 d'abril de 1897 - Los Angeles, 15 d'abril de 1954), conegut com Joan Duval o Juan Duval va ser un actor, guionista i director de cinema català, establert als Estats Units.

## Biografia
Va començant treballant a Catalunya però posteriorment marxa a París i Londres, adoptant el nom de "Juan Duval". Quan s'establí a Los Angeles, va obrir una acadèmia de ball al Hollywood Boulevard. Va debutar al cinema amb Sombras de gloria d'Andrew L. Stone. Va intervenir en diferents pel·lícules algunes de les quals eren versions espanyoles d'originals estatunidenques, per al mercat de parla hispana. El 1935 escriví el guió de Devil Monster i alhora, en dirigí la versió espanyola, El diablo del mar. La seva última interpretació fou el 1953 a Sombrero, de Norman Foster.

## Filmografia

### Actor
- Sombras de gloria (1930)
- Cascarrabias (1930)
- Los que danzan (1930)
- El código penal (1931) (sense acreditar)
- La fruta amarga (1931) (sense acreditar)
- Carne de cabaret (1931)
- The California Trail (1933) (sense acreditar)
- Volant cap a Rio de Janeiro (Flying Down to Rio) (1933) (sense acreditar)
- Un capitán de cosacos (1934) (sense acreditar)
- Tres Amores (1934)
- Storm Over the Andes (1935) (sense acreditar)
- In Caliente (1935) (sense acreditar)
- No matarás (1935)
- A Message to Garcia (1936) (sense acreditar)
- Under Two Flags (1936) (sense acreditar)
- Anthony Adverse (1936) (sense acreditar)
- The Black Coin (1936)
- On the Great White Trail (1938)
- Mr. Moto in Danger Island (1939) (sense acreditar)
- El milagro de la calle mayor (1939)
- Rhythm of the Rio Grande (1940)
- Down Argentine Way (1940) (sense acreditar)
- Aixeca't, amor meu (Arise, My Love) (1940) (sense acreditar)
- Law of the Tropics (1941) (sense acreditar)
- Trail to Mexico (1946)
- The Razor's Edge (1946) (sense acreditar)
- Carnival in Costa Rica (1947) (sense acreditar)
- Els amors de Carmen (The Loves of Carmen) (1948) (sense acreditar)
- The Feathered Serpent (1948) (sense acreditar)
- The Bribe (1949) (sense acreditar)
- Neptune's Daughter (1949) (sense acreditar)
- The Big Steal (1949) (sense acreditar)
- The Palomino (1950) (sense acreditar)
- Crisis (1950) (sense acreditar)
- The Breaking Point (1950) (sense acreditar)
- Right Cross (1950) (sense acreditar)
- With a Song in My Heart (1952) (sense acreditar)
- Abril a París (April in Paris) (1953) (sense acreditar)
- Sombrero (1953) (sense acreditar)

### guionista
- The Sea Fiend (1935)
- El diablo del Mar (1935)
- Devil Monster (1946)

### director
- El diablo del Mar (1935)